# Deense Super Cup
De Deense Super Cup was een voetbalwedstrijd die van 1994 tot 2004 jaarlijks gespeeld werd tussen de landskampioen en de winnaar van de voetbalbeker. Door gebrek aan belangstelling bij clubs en publiek werd de wedstrijd niet meer georganiseerd. In plaats hiervan werd begonnen met de Deense League Cup.

## Wedstrijden
De supercup winnaar is vetgezet.
| Jaar | Locatie                                                    | Landskampioen                                              | Uitslag                                                    | Bekerwinnaar                                               |
| ---- | ---------------------------------------------------------- | ---------------------------------------------------------- | ---------------------------------------------------------- | ---------------------------------------------------------- |
| 1994 | Brøndbystadion                                             | Silkeborg IF                                               | 0-4                                                        | Brøndby IF                                                 |
| 1995 | Brøndbystadion                                             | Aalborg BK                                                 | 1-2                                                        | FC Kopenhagen                                              |
| 1996 | Brøndbystadion                                             | Brøndby IF                                                 | 4-0                                                        | Århus GF                                                   |
| 1997 | Brøndbystadion                                             | Brøndby IF                                                 | 2-0                                                        | FC Kopenhagen                                              |
| 1998 | Niet gespeeld (Brøndby IF landskampioen + bekerwinnaar)    | Niet gespeeld (Brøndby IF landskampioen + bekerwinnaar)    | Niet gespeeld (Brøndby IF landskampioen + bekerwinnaar)    | Niet gespeeld (Brøndby IF landskampioen + bekerwinnaar)    |
| 1999 | Aalborgstadion                                             | Aalborg BK                                                 | 2-2 ns (4-6)                                               | Akademisk Boldklub                                         |
| 2000 | Herfølgestadion                                            | Herfølge BK                                                | 1-1 ns (7-8)                                               | Viborg FF                                                  |
| 2001 | Parken                                                     | FC Kopenhagen                                              | 2-0                                                        | Silkeborg IF                                               |
| 2002 | Brøndbystadion                                             | Brøndby IF                                                 | 1-0                                                        | Odense BK                                                  |
| 2003 | Niet gespeeld (FC Kopenhagen landskampioen + bekerwinnaar) | Niet gespeeld (FC Kopenhagen landskampioen + bekerwinnaar) | Niet gespeeld (FC Kopenhagen landskampioen + bekerwinnaar) | Niet gespeeld (FC Kopenhagen landskampioen + bekerwinnaar) |
| 2004 | Parken                                                     | FC Kopenhagen                                              | 2-1                                                        | Aalborg BK                                                 |